# 28714 Gandall
28714 Gandall è un asteroide della fascia principale. Scoperto nel 2000, presenta un'orbita caratterizzata da un semiasse maggiore pari a 2,2562620 UA e da un'eccentricità di 0,1887798, inclinata di 3,31967° rispetto all'eclittica.